# Forte Jesus, Maria e José (Rio Pardo)
O Forte Jesus, Maria, José do Rio Pardo localizava-se à margem esquerda do rio Jacuí, na altura da foz do rio Pardo, então limite da região das Missões jesuíticas, no local hoje conhecido como Alto da Fortaleza, na cidade de Rio Pardo, no estado brasileiro do Rio Grande do Sul.

## História
Quando os missionários da Companhia de Jesus chegaram à região do rio da Prata (1626), fundaram a redução de São Nicolau visando "conquistar terras e almas para Deus e para a Coroa da Espanha". Posteriormente, na margem direita do rio Pardo outras dezoito foram criadas, das quais as principais foram: Jesus, Maria, José (1632), São Joaquim (1633) e São Cristóvão (1634). Desse modo, em pouco tempo os guaranis, reduzidos, já estavam "batizados e praticando com fervor a religião, com uma vida de costumes muito puros". Os espanhóis, apesar de titulares dessas terras pelo Tratado de Tordesilhas (1494), não se preocuparam com a sua efetiva ocupação. Limitaram-se a autorizar a ação dos jesuítas que, em 1682, iniciaram a fundação dos chamados Sete Povos das Missões, na porção oeste do atual território do Rio Grande do Sul.
Por outro lado, à mesma época, para garantir o seu expansionismo no rio da Prata, os portugueses fundaram, na margem esquerda da sua foz, a Colônia do Sacramento (1680), em território do atual Uruguai, passando a explorar o interior do atual Rio Grande do Sul para apoiá-la. Um dos pioneiros foi o capitão-mor de Laguna, Francisco de Brito Peixoto, que atingiu as margens do rio Pardo e identificou o ponto em que ele deságua no rio Jacuí, em 1715.

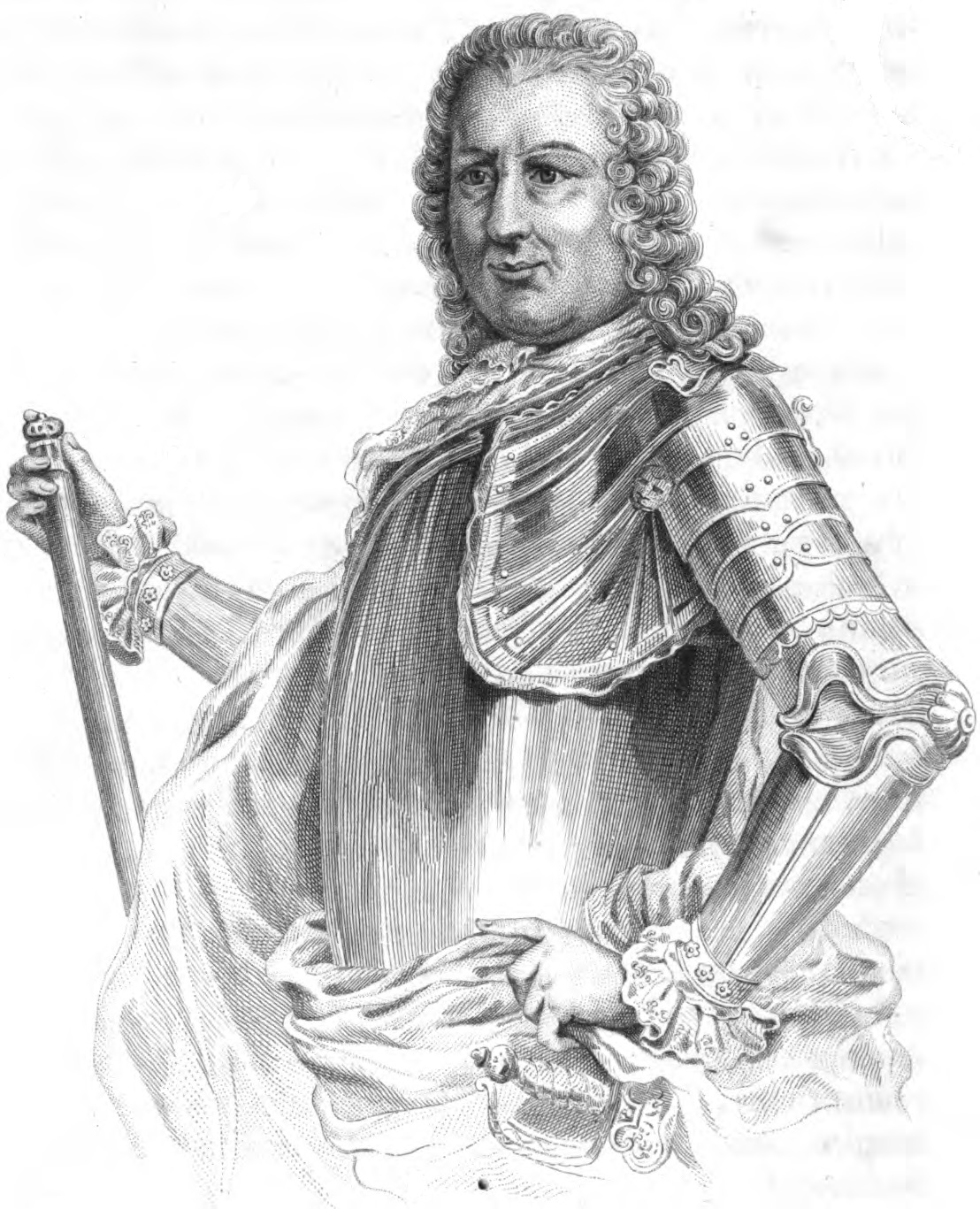
Gomes Freire de Andrade, Conde de Bobadela.

No contexto da disputa por esses territórios pelas Coroas Ibéricas, o Tratado de Madrid (1750), entre outros pontos, determinou a troca da Colônia do Sacramento pelos Sete Povos das Missões. O governador e capitão-general da Capitania do Rio de Janeiro, Gomes Freire de Andrade (1733-1763), foi indicado pela Coroa portuguesa para chefiar os trabalhos de demarcação exigidos pelo tratado, na região sul. Desse modo, no lugar descrito por Francisco de Brito Peixoto, à margem esquerda do rio Jacuí, próximo à foz do rio Pardo, aquele governador determinou que se levantasse um depósito de provisões e víveres, aí estabelecendo o seu quartel-general (1751). Este foi o embrião do Forte Jesus, Maria, José do Rio Pardo, núcleo da atual cidade de Rio Pardo.
Em posição dominante na confluência dos rios, o acampamento evoluiu para um forte de campanha de modestas proporções, constituído por paliçadas de madeira calçadas por plataformas de terra apiloada e cercadas por um fosso com água (1752), com risco atribuído ao engenheiro militar Gomes de Melo.
No contexto da Guerra Guaranítica (1753-1756) este forte foi atacado pelos Tapes, sob o comando de Sepé Tiaraju, vencido e aprisionado (Março-Abril de 1754). Desse mesmo ano existe uma planta de autoria do sargento-mor engenheiro José Fernandes Pinto Alpoim, e outra, assinada por Manoel Vieira Leão, díscípulo de Alpoim ("Planta da Fortaleza de Jesus, Maria, José", c. 1755. Arquivo Histórico Ultramarino, Lisboa) (IRIA, 1966:93).
Depois da Campanha de Missões, de 1756 a 1759 (submissão do padre Lourenço Balda) o forte foi reedificado em terra e pedra. Gomes Freire de Andrada, de volta a esse forte, encontrou a mercê de Conde de Bobadela, retornando ao Rio de Janeiro (SOUZA, 1885:131).
Concluída a sua construção, permaneceu guarnecido pelo Regimento de Dragões do Rio Pardo, sob o comando do coronel Tomás Luís Osório. Quando da invasão espanhola de 1763-1776, o sargento-mor Francisco Pinto Bandeira bateu a vanguarda do exército invasor sob o comando de D. Bruno Zabala, que ia reunir-se às forças do governador da Província de Buenos Aires, D. Juan José de Vértiz y Salcedo, apresando grande parte das armas e provisões inimigas (1773). A Fortaleza do Rio Pardo, ganhou, a partir daí, o epíteto de "Tranqueira Invicta".
Não há informações posteriores sobre esta planta, provavelmente desaparecida no contexto da repressão à Revolução Farroupilha (1835-1845). Pouco conhecido da historiografia oficial, o combate de Rio Pardo (30 de Abril de 1838) deu aos farrapos a vitória sobre as tropas imperiais, que nessa praça perderam oito peças de artilharia, cerca de mil armas de infantaria, quantidade de munição de boca e de guerra, tendo sofrido cerca de trezentas baixas entre mortos e feridos, além de terem sido feito cerca de setecentos prisioneiros. O comandante militar da província, marechal Barreto, respondeu ao Conselho de Guerra do Império, também por este desastre, na seqüência do de Caçapava (ver Forte D. Pedro II de Caçapava).
Atualmente no local, debruçada sobre o rio, uma bonita placa e jardim municipais, ornado com três das antigas peças de artilharia, assinalam o local da antiga fortificação.